# Гуткин, Леонид Давыдович
Леонид Давыдович Гуткин (род. 18 июля 1938, Полтава) — советский футболист, нападающий. Начал карьеру в 1958—1961 в низших лигах в таллинских клубах СКФ и «Динамо». В сезоне 1961 перешёл в ЦСКА, за дублирующую команду которого сыграл и забил в матчах с дублями бакинского «Нефтяника» (4:2) и воронежского «Труда» (6:1). Позже выяснилось, что переход Гуткина не был оформлен правильно, так что дублю ЦСКА были засчитаны поражения в этих матчах. В сезоне 1962 сыграл свой единственный матч в высшей лиге и за основной состав ЦСКА, выйдя на замену Герману Апухтину в матче с «Жальгирисом» (7:0). После этого вернулся в Таллин, где снова выступал в низших лигах за местные «Динамо», СКФ, «Динамо» Копли, «Двигатель», также выступал за севастопольский СКФ.